# Episodi di American Horror Story (decima stagione)
La decima stagione della serie televisiva American Horror Story, intitolata American Horror Story: Double Feature e composta da dieci episodi, è stata trasmessa in prima visione negli Stati Uniti d'America sul canale via cavo FX dal 25 agosto al 20 ottobre 2021. La stagione è divisa in due parti differenti: Red Tide e Death Valley.
In Italia, la stagione è stata pubblicata su Disney+ dal 20 ottobre al 22 dicembre 2021.
Gli attori che ritornano in questa stagione, apparsi in una o più precedenti, sono: Sarah Paulson, Evan Peters, Lily Rabe, Finn Wittrock, Frances Conroy, Billie Lourd, Leslie Grossman, Adina Porter, Angelica Ross, Robin Weigert, Denis O'Hare, Dot-Marie Jones e Cody Fern, mentre tra i nuovi volti della serie vi sono Macaulay Culkin, Ryan Kiera Armstrong, Neal McDonough, Kaia Gerber, Nico Greetham, Isaac Cole Powell, Rachel Hilson e Rebecca Dayan.

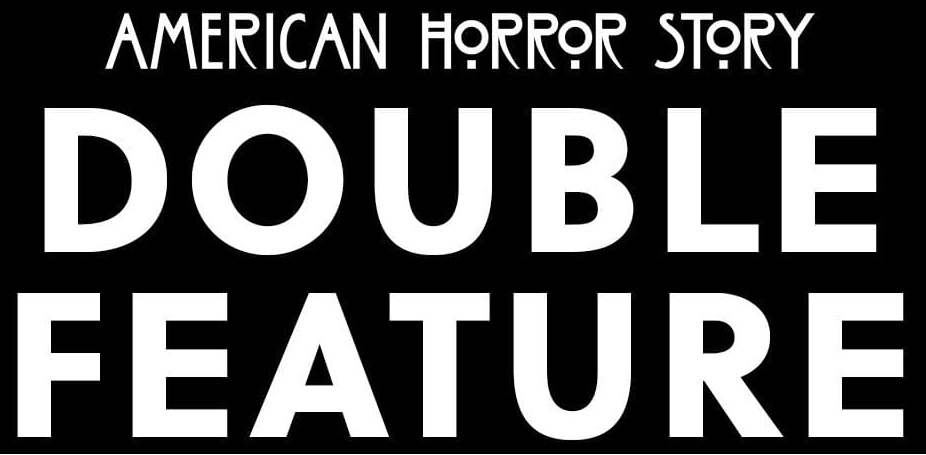
Logo della decima stagione Double Feature

| nº                          | Titolo originale       | Titolo italiano        | Prima TV USA          | Pubblicazione Italia  |
| Prima parte: Red Tide       | Prima parte: Red Tide  | Prima parte: Red Tide  | Prima parte: Red Tide | Prima parte: Red Tide |
| --------------------------- | ---------------------- | ---------------------- | --------------------- | --------------------- |
| 1                           | Cape Fear              | Cape Fear              | 25 agosto 2021        | 20 ottobre 2021       |
| 2                           | Pale                   | Pallore                | 25 agosto 2021        | 27 ottobre 2021       |
| 3                           | Thirst                 | Sete                   | 1º settembre 2021     | 3 novembre 2021       |
| 4                           | Blood Buffet           | Buffet di sangue       | 8 settembre 2021      | 10 novembre 2021      |
| 5                           | Gaslight               | Manipolazione          | 15 settembre 2021     | 17 novembre 2021      |
| 6                           | Winter Kills           | L'inverno uccide       | 22 settembre 2021     | 24 novembre 2021      |
| Seconda parte: Death Valley |                        |                        |                       |                       |
| 7                           | Take Me to Your Leader | Portami dal tuo leader | 29 settembre 2021     | 1º dicembre 2021      |
| 8                           | Inside                 | Dentro                 | 6 ottobre 2021        | 8 dicembre 2021       |
| 9                           | Blue Moon              | Luna blu               | 13 ottobre 2021       | 15 dicembre 2021      |
| 10                          | The Future Perfect     | Il futuro perfetto     | 20 ottobre 2021       | 22 dicembre 2021      |

## Cape Fear
- Titolo originale: Cape Fear
- Diretto da: John J. Gray
- Scritto da: Ryan Murphy e Brad Falchuk

### Trama
Harry Gardner (Finn Wittrock), sua moglie incinta Doris (Lily Rabe) e la loro figlia Alma (Ryan Kiera Armstrong) viaggiano da New York City a Provincetown, in Massachusetts, per un viaggio di tre mesi.
Doris e Alma decidono di fare una passeggiata e vengono seguite da un uomo pallido che indossa un cappotto. Il commissario Burleson (Adina Porter) rassicura i Gardner che Provincetown sia un posto sicuro e che probabilmente si trattava solo di un tossicodipendente. Una notte, Harry si reca ad un bar locale, il The Muse, dove incontra Belle Noir (Frances Conroy) e Austin Sommers (Evan Peters); la prima è una famosa scrittrice di romanzi erotici, il secondo è uno sceneggiatore. Harry è deliziato dalla conversazione, che varia dall’arte alle ispirazioni, visto che passa tutto il suo tempo lavorando su uno script televisivo.
Di ritorno a casa, Harry viene aggredito dall’uomo pallido e, difendendosi, lo uccide. Il giorno dopo, i Gardner pianificano di lasciare Provincetown definitivamente, ma prima di partire, Harry riceve una chiamata da Austin che gli promette una “cura” per il suo blocco dello scrittore. Austin dà  ad Harry una bustina di plastica contenente pillole nere. Restio nel provarle, dopo una telefonata col suo agente che lo convince a restare a Provincetown e finire la sceneggiatura, Harry ne ingoia una davanti ad Alma.
- Guest star: Robin Weigert (Martha Edwards), John Lacy (Mikey), Jen Kober (cameriera).
- Ascolti USA: telespettatori 925 000 – rating 18-49 anni 0,4%[4]

## Pallore
- Titolo originale: Pale
- Diretto da: Loni Peristere
- Scritto da: Brad Falchuk e Ryan Murphy

### Trama
Gli effetti della pillola sono immediati su Harry, che finisce freneticamente il suo script in quattro ore, tuttavia sviluppa una strana voglia di sangue e succhia il dito di Doris quando lei si taglia accidentalmente. Austin gli spiega che la pillola, che lui chiama “The Muse”, ha l’effetto collaterale di trasformare le persone prive di talento in mostruose creature pallide, mentre a quelle talentuose sviluppa una sete di sangue finché continuano a prenderle. Poco dopo, l’agente di Harry, Ursula (Leslie Grossman) lo informa che il suo show è stato acquistato da Netflix e che l’attore Joaquin Phoenix vuole esserne il protagonista, senza essere retribuito.
Uno gigolò tossicodipendente di nome Mickey (Macaulay Culkin) con l’aspirazione di diventare sceneggiatore prende la pillola, ma una donna chiamata dalla gente del posto "Karen Tubercolosi" (Sarah Paulson) lo supplica di non prenderla. Nonostante le suppliche di Karen, Mickey ne prende una.
Alma, che vuole perfezionare un difficile passaggio col suo violino, prende una pillola dalla busta di suo padre. Alma successivamente diventa crudele nei confronti di sua madre Doris, accusandola di voler lasciare Provincetown solo perché gelosa del talento suo e di suo padre. Doris mette Alma in punizione, ma più tardi scopre che Harry le ha concesso di andare a fare una passeggiata. Doris corre alla ricerca di Alma, e la trova in un cimitero mentre divora la carcassa di un animale.
- Guest star: John Lacy (Mikey).
- Ascolti USA: telespettatori 581 000 – rating 18-49 anni 0,2%[4]

## Sete
- Titolo originale: Thirst
- Diretto da: Loni Peristere
- Scritto da: Brad Falchuk

### Trama
Ursula arriva a Provincetown per controllare Harry. Al The Muse, Ursula insulta le performance di Belle e Austin. Il giorno dopo, Mickey implora Ursula di leggere il suo materiale. Ursula rimane sbalordita dal talento di Mickey e lui le racconta delle pillole. Mickey si intrufola in casa di Belle per rubarne qualcuna e darla ad Ursula.
Nel frattempo, Belle e Austin scoprono che Alma ha preso una pillola e minacciano Harry con una pistola. Belle ordina a Mickey di uccidere Ursula, che invece la porta ad un incontro con la creatrice delle pillole, chiamata da tutti "La Chimica" (Angelica Ross) per discutere una distribuzione delle pillole in larga scala. Più tardi, La Chimica chiede a Belle ed Austin di uccidere Ursula, Mickey e i Gardner per aver causato troppi problemi in città.
- Guest star: Rachel Finninger (Melanie), Blake Shields (Tony), Kayla Blake (Dr. Jordan), Jen Kober (cameriera), Denis O'Hare (Holden Vaughn).
- Ascolti USA: telespettatori 697 000 – rating 18-49 anni 0,3%[5]

## Buffet di sangue
- Titolo originale: Blood Buffet
- Diretto da: Axelle Carolyn
- Scritto da: Brad Falchuk

### Trama
Cinque anni prima, La Chimica si trasferisce a Provincetown e paga Mickey per trovare delle cavie per le sue nuove pillole. Un amico di Mickey, un aspirante cantante, prende una pillola e inizia a sentirsi male. Si confronta con La Chimica dopo aver perso tutti i capelli e lei gli dice che non può sopportare gli effetti della pillola perché non ha talento. 
Dopo aver scoperto l'esistenza delle pillole grazie a Mickey, Sarah Cunningham (la futura "Belle Noir") scrive e finisce un libro in una notte e poi uccide suo marito. Due anni dopo, l'amico di Mickey si è trasformato in una mostruosa creatura pallida e decide di comprare un lungo cappotto. Una sera, Belle Noir entra al "The Muse" e incontra Austin fare il lip sync vestito da drag queen e gli offre una pillola, notando del talento in lui.
- Guest star: Jim Ortlieb (Ray Cunningham), Spencer Novich (Vlad), Eureka O’Hara (Crystal DeCanter), Denis O'Hare (Holden Vaughn).
- Ascolti USA: telespettatori 610 000 – rating 18-49 anni 0,2%[6]

## Manipolazione
- Titolo originale: Gaslight
- Diretto da: John J. Gray
- Scritto da: Brad Falchuk e Manny Coto

### Trama
Doris partorisce un piccolo maschietto, Eli, e viene tenuta sotto sedativi da Harry, Alma e Ursula per impedirle di scoprire le pillole. Alma alla fine rivela la verità a Doris e la convince a prenderne una. Lei, dopo un’iniziale titubanza, la prende e soccombe ai disastrosi effetti collaterali dovuti al suo talento mancante, così che Harry si trova costretto a chiuderla a chiave in bagno dopo che lei ha tentato di uccidere il loro neonato per berne il sangue. 
Nel frattempo, Belle si avvicina a Karen e le ordina di rubare il bambino dei Gardner. Inorridita da una Doris trasformata, Karen decide di abbandonare la sua missione. Fugge dalla casa dei Gardner, quando un’orda  di uomini pallidi la mette alle strette. Mickey appare e offre a Karen un ultimatum; prendere una pillola o essere divorata dalle persone pallide. Mickey se ne va e gli uomini pallidi la circondano finché Karen non prende una pillola. Il giorno dopo, Harry libera Doris, lasciandola libera di vagare per Provincetown come una pallida creatura. In spiaggia, Karen inganna Mickey e lo uccide per cibarsi del suo sangue e poi si suicida, tagliandosi le vene prima di gettarsi in mare.
- Guest star: Kayla Blake (Dr. Jordan), Denis O'Hare (Holden Vaughn).
- Ascolti USA: telespettatori 642 000 – rating 18-49 anni 0,2%[7]

## L'inverno uccide
- Titolo originale: Winter Kills
- Diretto da: John J. Gray
- Scritto da: Brad Falchuk e Manny Coto

### Trama
Holden Vaughn (Denis O'Hare), un rinomato interior designer e membro del consiglio comunale di Provincetown, ordina a Belle e Austin di tenere d’occhio Harry e Alma dopo che il cadavere della Comandante Burleson è stato scoperto dalla polizia. A casa dei Gardner, Harry dice ad Alma che entrambi devono smettere di prendere le pillole per sempre. Nel bel mezzo di una discussione che ne segue, Eli viene rapito. Harry trova una lettera minatoria di Belle nella culla di Eli.  
Ursula raduna un'orda di persone pallide e le convince a prendere di nuovo la pillola dicendo loro che si tratta di una pillola differente.Harry e Alma affrontano Belle e Austin, mentre Ursula spara alle persone pallide (tranne Doris che non è presente con gli altri) dopo che sono scese a casa di Belle, e hanno ucciso Belle e Austin, come conseguenza delle pillole. Successivamente, Alma uccide Harry e si nutre di lui, dal momento che non vuole che il padre le impedisca di prendere la pillola. 
Tre mesi dopo, Alma vive a Los Angeles con La Chimica, Eli e Ursula. Alma uccide un collega violinista dopo che lui l'ha insultata. In un’università, Ursula presenta la pillola a una classe di studenti di un corso di scrittura. Ne consegue il caos nelle strade, mentre la pillola viene distribuita alle masse. Nel frattempo, disapprovando il comportamento di Ursula e Alma, La Chimica scappa dalla città con il piccolo Eli.
- Guest star: Robin Weigert (Martha Edwards), Dot-Marie Jones (Trooper Jan Remy), Benjamin Papac (Rory), Alan Brooks (Jack Krenski) , Denis O'Hare (Holden Vaughn).
- Ascolti USA: telespettatori 732 000 – rating 18-49 anni 0,3%[8]

## Portami dal tuo leader
- Titolo originale: Take Me to Your Leader
- Diretto da: Max Winkler
- Scritto da: Brad Falchuk, Kristen Reidel e Manny Coto

### Trama
Nel 1954 ad Albuquerque, nel New Mexico, dei mulinelli di sabbia prendono forma dopo una presunta visita degli UFO. Il figlio di Maria Wycoff (Rebecca Dayan) viene sopraffatto da una presenza misteriosa e dice alla madre di non avere paura. Poco dopo anche Maria viene posseduta da questa presenza. A Palm Springs, in California, il Presidente Dwight D. Eisenhower (Neal McDonough) si dirige nel deserto con un convoglio militare per dare un'occhiata a un misterioso aereo abbattuto dall'aeronautica. Scoprono accanto a questo Amelia Earhart (Lily Rabe) viva, ma con segni misteriosi sulla schiena. La donna ricorda come i comandi dell’aereo da dove è stata avvistata l’ultima volta nel 1937 non funzionassero correttamente e afferma che, da quanto ricorda, le è stato tolto del sangue e le è stato messo qualcosa in corpo. Infatti, Amelia, che dovrebbe avere circa 60 anni, risulta della stessa età di quando scomparve e incinta. I medici recuperano un corpo alieno dal relitto dell’aereo, ma dopo averlo studiato, vengono attaccati da una misteriosa creatura che li uccide entrambi.
Al giorno d'oggi, un gruppo di studenti, Kendall (Kaia Gerber), Jamie (Rachel Hilson), Troy (Isaac Cole Powell) e Cal (Nico Greetham), è diretto verso il deserto, dove decidono di fare un campeggio senza cellulari. Arrivati, scoprono che un lago presente lí è stato prosciugato e un branco di bovini è stato ucciso e mutilato. Dopo un incontro con una luce accecante e con delle figure non ben identificate, tornati a casa, iniziano a provare nausea, per poi scoprire di essere tutti incinti (ragazzi inclusi) tramite dei test per la gravidanza.
- Guest star: Christopher Stanley (Sherman Adams), Chris Caldovino (Colonnello Jensen), Samuel Hunt (Adam), Maxwell Caulfield (amico di Dwight), Steven M. Gagnon (Comandante Air Force).
- Ascolti USA: telespettatori 687 000 – rating 18-49 anni 0,3%[9]

## Dentro
- Titolo originale: Inside
- Diretto da: Tessa Blake
- Scritto da: Manny Coto, Kristen Reidel e Brad Falchuk

### Trama
Nel 1963, l’allora Presidente John Fitzgerald Kennedy (Mike Vogel) scopre dall’ex Presidente Eisenhower che un accordo segreto fu stipulato con gli alieni durante il suo mandato, secondo il quale queste figure rapiscono ogni anno circa 5.000 americani in cambio della propria tecnologia. Kennedy però vuole rompere l’accordo e rivelare tutto pubblicamente, ma verrà poi assassinato prima che possa dire ciò. Nel 1954, un alieno, attraverso il corpo di Maria Wycoff, dice ad Eisenhower che il loro obiettivo è adattare la propria prole all’ambiente terrestre, in modo che la loro specie possa andare avanti. Il primo neonato alieno sperimentale uccide l’umano che lo teneva in grembo, ovvero Amelia Earhart, ed altri dottori, per poi essere ucciso da Eisenhower stesso. Mamie Eisenhower (Sarah Paulson) sprona il Vicepresidente Richard Nixon (Craig Sheffer) a firmare insieme a suo marito l’accordo con queste creature. Allora Dwight si confronta con Mamie, per poi scoprire che il corpo di quest’ultima è stato preso come ostaggio dalle figure aliene, dopo che queste avevano ucciso Maria.
Al giorno d’oggi Troy, Cal, Kendall e Jamie riescono a vedere il neonato alieno che tengono in grembo attraverso un’ecografia in un centro apposito, per poi poco dopo essere storditi e rapiti da degli uomini in divisa. Kendall si sveglia poco dopo in una stanza bianca, dove si trovano i quattro ragazzi ed altre persone, e parla con una donna che ha però il volto coperto. Poco dopo i ragazzi, questa volta tutti coscienti, si riuniscono in un’altra stanza bianca e parlano con una donna, Calico (Leslie Grossman), che è stata sperimentata per anni dagli alieni, ma che non è mai invecchiata da quando ha iniziato, ovvero dagli anni ‘60. Troy si scontra con un inserviente e viene portato dalla donna con il volto coperto, che si rivelerà essere un ibrido umano-alieno di nome Theta (Angelica Ross).
- Guest star: Craig Sheffer (Richard Nixon), Alisha Soper (Marilyn Monroe), Christopher Stanley (Sherpan Adams), Mike Vogel (John F. Kennedy), Jaqueline Pinol (dottoressa Reyes), Len Cordova (Steve Jobs).
- Ascolti USA: telespettatori 483 000 – rating 18-49 anni 0,2%[10]

## Luna blu
- Titolo originale: Blue Moon
- Diretto da: Laura Belsey e John J. Gray
- Scritto da: Kristen Reidel, Manny Coto e Reilly Smith

### Trama
Nel 1954 Eisenhower ha a che fare con le conseguenze di aver firmato il trattato con gli alieni. Dopo 3 anni, circa 298 incursioni aliene sono state individuate, senza però nessun contatto diretto tra le figure aliene e il governo americano. Poco dopo, comunicano con Eisenhower tramite un robot con sembianze umane di nome Valiant Thor (Cody Fern), mandato direttamente alla Casa Bianca, dove mostra al Presidente e ai suoi uomini un apparecchio elettronico del futuro. Qualche settimana dopo Eisenhower scopre una serie di feti di ibridi umano-alieno nei sotterranei della Casa Bianca, per poi dare l’ordine di trasferire tutto ciò che si trova nei sotterranei in una zona del Nevada, denominata Area 51. Sei anni dopo Eisenhower e Nixon accompagnano il neo-Presidente Lyndon B. Johnson nell’area, dove trovano Valiant, che gli mostra ancora più ibridi di feti custoditi in varie zone.
Al giorno d’oggi, Troy riesce a dare alla luce, attraverso taglio cesareo, l’ibrido che teneva in grembo. Dopo una settimana raggiunge gli altri ragazzi, e aiuta Cal a dare alla luce con le solite modalità il bambino ibrido, senza la sorveglianza di Theta. Pensando sia andati tutto nella norma, l’ibrido attacca con dei tentacoli Cal e inizia a divorargli il viso.
- Guest star: Cody Fern (Valiant Thor), Alisha Soper (Marilyn Monroe), Craig Sheffer (Richard Nixon), Christopher Stanley (Sherman Adams), Mike Vogel (John F. Kennedy), John Sanders (Buzz Aldrin), Bryce Johnson (Neil Armstrong), Karl Makinen (Lyndon B. Johnson), Briana Lane (dottoressa Richards), Jim Garrity (ufficiale Air Force), Jeff Heapy (Stanley Kubrick).
- Ascolti USA: telespettatori 579 000 – rating 18-49 anni 0,2%[11]

## Il futuro perfetto
- Titolo originale: The Future Perfect
- Diretto da: Axelle Carolyn
- Scritto da: Brad Falchuk, Manny Coto, Kristen Reidel  e Reilly Smith

### Trama
Nel 1972 Nixon, allora Presidente, si confida con il Segretario di Stato Henry Kissinger sul disagio che provoca nel sapere che Valiant Thor rimarrà alla Casa Bianca per altri cinquant’anni, finché non sarà creato l’ibrido perfetto. Thor però li rassicura che avranno tanti modi per impedire al pubblico di scoprire la verità. Tre anni prima Eisenhower si trova nel letto di morte con Mamie al suo fianco. Thor gli offrirà l’immortalità ma Eisenhower rifiuta e morirà. Mamie invece accetterà. Infatti nel 1979 finge la sua morte per andare nell’Area 51, dove conoscerà Calico.
Nel presente la sicurezza entra nell’area in cerca di Troy e Cal, per trovarli morti. L’ibrido di Cal uccide uno dei soldati, che per difesa uccidono l’ibrido. Per questa ragione Theta ammazza i soldati per questo gesto. Jamie e Kendall cercano i ragazzi, ma spontaneamente entrano in travaglio e sono fatte addormentare da Theta. Dopo il parto entrambe vengono uccise, a Jamie viene tagliata la gola, mentre Kendall viene decapitata, e il suo corpo collegato a una macchina. Questo perché Kendall era riuscita a partorire l’ibrido perfetto. Mamie, ancora in vita, scopre da Thor che lo scopo degli alieni è fare un genocidio umano di massa per poter prendere controllo della Terra. 
Mamie, insieme a Calico, proverà a fermare Theta, a capo di questo piano, ma Calico la tradirà poiché Theta le promette che la terrà in vita se farà da madre spirituale ai neonati ibridi. Quindi Theta uccide Mamie facendole esplodere la testa. Poco dopo, Theta e Calico estraggono un altro ibrido “perfetto” dal corpo di Kendall.
- Guest star: Cody Fern (Valiant Thor), Craig Sheffer (Richard Nixon), Vincent Foster (Agente FBI), Eric Nenninger (Agente FBI), Matt Nolan (G. Gordan Liddy), Briana Lane (dottoressa Richards).
- Ascolti USA: telespettatori 579 000 – rating 18-49 anni 0,2%[12]